# Вища рада юстиції
Вища рада юстиції (ВРЮ) — колишній незалежний колегіальний орган в Україні у 1998–2017 роках, відповідальний за формування високопрофесійного суддівського корпусу і нагляду за суддями. До ВРЮ входило 20 осіб, що призначалися різними гілками влади відповідно до початкових редакцій Конституції України. У 2017 році Вища рада юстиції була перетворена на Вищу раду правосуддя.

## Історія
28 червня 1996 року було ухвалено Конституцію України, статтею 131 якої передбачалося утворення нового конституційного органу зі спеціальними повноваженнями — Вищої ради юстиції (ВРЮ), аналогів якому раніше не було в історії України.
17 лютого 1998 року набув чинності Закон України «Про Вищу раду юстиції», прийнятий 15 січня 1998 року. Після цього було розгорнуто роботу з формування Вищої ради юстиції.
31 березня 1998 року відбулося перше засідання Вищої ради юстиції, на якому було обрано керівний склад Ради. Головою Вищої ради юстиції було одноголосно обрано Євдокимова В.О., а його заступником Бутенка В.М. Секретарями секцій обрали Борисенка В.М. і Полтавця Ю.П.
У червні 1998 року відбулося друге засідання Ради, на якому було ухвалено рішення для організації роботи секретаріату Ради, а керівником секретаріату затверджено Шинкаря О.І.
У грудні 1998 року на засіданні Ради було розглянуто і прийнято у першому читанні проєкт Регламенту Вищої ради юстиції.
8 квітня 2014 року Верховна Рада України прийняла закон «Про відновлення довіри до судової влади в Україні», яким було достроково припинено повноваження усіх призначених членів Вищої ради юстиції.
Станом на 1 грудня 2014 року до складу Вищої ради юстиції входило лише шість членів, які склали присягу, при необхідних 15-ти для її повноважності.
9 червня 2015 року, Вища рада юстиції зібралася на перше організаційне засідання у складі, сформованому відповідно до Закону України «Про Вищу раду юстиції», з урахуванням змін, передбачених Законом України «Про забезпечення права на справедливий суд». ВРЮ обрала своїм головою суддю Вищого господарського суду України Ігоря Бенедисюка, а заступником голови — суддю Вищого адміністративного суду Олексія Муравйова.
5 січня 2017 року набув чинності Закон України «Про Вищу раду правосуддя».
12 січня 2017 року Вища рада юстиції ухвалила рішення про свою реорганізацію у Вищу раду правосуддя на виконання Перехідних положень змін до Конституції України щодо правосуддя, Перехідних положень до Закону «Про судоустрій і статус суддів» та Перехідних положень до Закону «Про Вищу раду правосуддя». Також ВРЮ утворила Комісію з питань реорганізації Вищої ради юстиції та утворення Вищої ради правосуддя і затвердила порядок здійснення заходів, пов’язаних з цим, а чинні члени Вищої ради юстиції набули статусу членів Вищої ради правосуддя. Водночас Голова Вищої ради юстиції Ігор Бенедисюк набув статусу і продовжив здійснювати повноваження Голови Вищої ради правосуддя.

## Повноваження
Вищій раді юстиції делегувалися наступні повноваження:
- внесення подання стосовно призначення суддів на посади або ж про звільнення їх з посад;
- ухвалення рішення щодо порушення суддями та прокурорами стосовно їх несумісності;
- виконання дисциплінарного провадження відносно суддів Верховного Суду України та суддів вищих спеціалізованих судів;
- розгляд скарг на рішення щодо притягнення до дисциплінарної відповідальності суддів апеляційних й місцевих судів, а також прокурорів.[2]

## Склад
Вища рада юстиції складалася з 20 членів:
- 17 членів призначалися наступними органами:
  - троє — Верховною Радою України,
  - троє — Президентом України,
  - троє — з'їздом суддів України,
  - троє — з'їздом адвокатів України,
  - троє — з'їздом представників юридичних вищих навчальних закладів та наукових установ,
  - двоє — всеукраїнською конференцією працівників прокуратури;

- ще троє входили до Вищої ради юстиції за посадою:
  - Голова Верховного Суду України,
  - Міністр юстиції України,
  - Генеральний прокурор України.[2]

## Голови
- Валерій Євдокимов — з 31 березня 1998 до 25 травня 2001 року[14]
- Сергій Ківалов — з 25 травня 2001 до 10 березня 2004 року[15]
- Микола Шелест — з 10 березня 2004 до 20 січня 2006 року[16]
- Лідія Ізовітова — з 28 березня 2007 до 22 березня 2010 року[16]
- Володимир Колесниченко — з 22 березня 2010 до 16 травня 2013 року[16]
- Олександр Лавринович — з 4 липня 2013 до 10 квітня 2014 року[16]
- Ігор Бенедисюк — з 9 червня 2015 до 12 січня 2017 року[9][13] (набус статусу Голови Вищої ради правосуддя)